# زيرون صلب
زيرون صلب (الاسم العلمي:Xyris rigida) هو نوع من النباتات يتبع جنس الزيرون من الفصيلة الزيرونية.